# Amerikai nindzsa
Az Amerikai nindzsa (eredeti cím: American Ninja) 1985-ös amerikai nindzsa akciófilm Menahem Golan és Yoram Globus Cannon Films stúdiója által. Rendezője Sam Firstenberg, aki erre a műfajra specializálódott 1980-ban, a cím- és főszerepben Michael Dudikoff látható.

## Cselekmény
Joe Armstrong közlegény az amerikai hadseregbe kerül. Miután harcba kerül a Fekete Csillagos renddel, megment egy lányt - Patriciát - az ezredese, Hickock lányát. Joe népszerűsége - pláne a serege teljes elpusztítását követően - lecsökken, de ő bosszúra esküszik az ellenséges mester - a Fekete Csillag ellen. A bázison Jackson tizedes zaklatni kezdi Joe-t, aki emiatt harcba kerül vele. Kiderül, hogy Joe amnéziában szenved, és alig van emléke a harci múltjáról. Joe és Patrica randevúra mennek, ott azonban a Fekete Csillagos nindzsák csapdába csalják, és a menekülés közben eljut a Fekete Csillagosok edzőtáborába. Miután Victor Ortega lefizeti a rendet, hogy lopjanak fegyvereket, melyeket később ismét eladhatnak, Joe-t felfedezik, a harcos azonban Shinyjuki (Ortega szolgája) segítségével megszökik. A katonai rendőrség elfogja, a Fekete Csillagos Mester pedig éjjel le akarja vágni őt. Ez az érkező katonai rendőröknek köszönhetően meghiúsul, de a mestert egyikük sem látta, ellentétben egy halott képviselőt igen, dobócsillaggal a fejében. Joe ártatlanságában már csak Jackson tizedes, Charlie és Patricia hisz. Igaz, Joe elutasítja őket. Rinaldo őrmester felfedi Hickock ezredesnek, hogy ő Ortega embere. A Fekete Csillagos Mester elveszti bizalmát Hickock felett, ezért elrabolja lányát. Rinaldo öngyilkos lesz, így eláll Joe útjából. A közlegény az edzőtáborban ismét Shinyjuki mellé kerül, akiről megtudja, hogy szülei halála után a támasza volt, vele tanult meg harcolni és egy bombarobbanást követően vesztették el egymást. A két harcos most ténylegesen megtámadja a Fekete Csillagos tábort. Shinyjuki, hogy Joe felvehesse a harcot a mesterrel, feláldozza az életét. Mindemellett Hickock ezredes - hogy Patriciát megmentse, s hogy eltüntesse az elvarratlan szálakat - megtámadja Ortega kastélyát. Csakhogy Victor túszul ejti Patriciát, Joe azonban megmenti a lányt. Ortega helikoptere lezuhan, a gazfickó életét veszti.

## Szereposztás
| Színész            | Szerep                     | Magyar hang       | Magyar hang     |
| Színész            | Szerep                     | 1. szinkron       | 2. szinkron     |
| ------------------ | -------------------------- | ----------------- | --------------- |
| Michael Dudikoff   | Joe Armstrong              | Weil Róbert       | Holl Nándor     |
| Steve James        | Curtis Jackson             | Helyey László     | Széles Tamás    |
| Judie Aronson      | Patricia Hickock           | Orosz Helga       | Riha Zsófi      |
| Guich Koock        | William T. Hickock ezredes | Kristóf Tibor     | Konrád Antal    |
| John Fujioka       | Shinyuki                   | Botár Endre       | Várday Zoltán   |
| Don Stewart        | Victor Ortega              | Fülöp Zsigmond    | Mihályi Győző   |
| John LaMotta       | Rinaldo                    | Kisfalussy Bálint | Szabó Ottó      |
| Tadashi Yasamshita | Fekete csillag             | Rékasi Károly     | Laklóth Aladár  |
| Phil Brock         | Charley Madison            | Incze József      | Selmeczi Roland |

## Gyártás
A filmcím eredetileg American Warrior lett volna, s bár az Egyesült Államok mozijaiban ilyen címmel debütált, az American Ninja címmel szerepel a többi kiadásban. Az előzetes (a DVD-n) az eredeti címet tartalmazza. Németországban American Fighter címmel mutatták be. Ez volt az egyik film a háromból, ahol Michael Dudikoff és Steve James egyszerre dolgozott, a másik kettő az Amerikai nindzsa 2. – A leszámolás és a Lőj a vadászra.

## Fogadtatás
Az Amerikai nindzsát eltérően fogadták a kritikusok.

## Folytatások
- Amerikai nindzsa 2. – A leszámolás – 1987
- Amerikai nindzsa 3. – Véres vadászat – 1989
- Amerikai nindzsa 4. – Az új küldetés – 1990
- Amerikai nindzsa 5. – 1992

Egyebek:
- Lethal Ninja - 1992 (Avi Lerner és Danny Lerner félhivatalos bejegyzései alapján, az Amerikai nindzsa 2, 3, 4 producereivel és az Amerikai nindzsa 4. rendezőjével, Yossi "Jospeh" Wein-al. Megjelent, mint "American Ninja 5: The Nostradamus Syndrome" Dél-Afrikában)
- American Samurai / Amerikai szamuráj – 1992 (nem egy folytatás, hanem egy hasonló témájú film Sam Firstenberg rendezésében)